# میدوی، شهرستان فرانکلین، تنسی
میدوی (به انگلیسی: Midway) یک منطقهٔ مسکونی در ایالات متحده آمریکا است که در شهرستان فرانکلین، تنسی واقع شده‌است. میدوی ۶۰۹٫۰ متر بالاتر از سطح دریا قرار دارد.